# روتینوز
روتینوز (به انگلیسی: Rutinose) یک ترکیب شیمیایی با شناسه پاب‌کم ۴۴۱۴۲۹ است. که جرم مولی آن ۳۲۶٫۲۹۷ g/mol می‌باشد. 